# 851 Zeissia
Zeissia (asteroide 851) é um asteroide da cintura principal com um diâmetro de 12,26 quilómetros, a 2,0261158 UA. Possui uma excentricidade de 0,0907124 e um período orbital de 1 214,88 dias (3,33 anos).
Zeissia tem uma velocidade orbital média de 19,95314036 km/s e uma inclinação de 2,39137º.
Este asteroide foi descoberto em 2 de Abril de 1916 por Sergei Belyavsky.